# 九氢合铼(VII)酸钾
九氢合铼(VII)酸钾是一种无机化合物，化学式为K2ReH9。这种无色的盐含有ReH92−离子，这是一个很罕见的只有氢负离子作为配体的配位化合物。
对铼元素的氢化物的研究可以追溯到20世纪50年代，包括对于铼负离子的报道，这种例子被认为是Re−。这些报道使得A. P. Ginsberg和同事们通过高铼酸根的还原对这些物质进行一系列的研究。 

## 结构、制备和性质
ReH92−是一个不寻常的九配位化合物的例子，其中高的配位数可以归结于氢负离子配体的体积较小以及中心+7氧化态的铼原子所带电荷较大。这种离子的空间构型是三侧锥三角柱。 反磁性的钠盐与类似的锝化合物一样，通过高铼酸钠（NaReO4）与金属钠在乙醇中反应制得。通过阳离子交换，它可以被转化成类似的四乙基铵盐(NEt4)2ReH9。